# Cui nasci contingit, mori restat
Cui nasci contingit, mori restat (лат. изговор: куи насци контингит, мори рестат). Ко се родио мора умријети. (Сенека)

## Поријекло изреке
Ову изреку је изрекао почетком нове ере познати римски књижевник и филозоф Сенека.

## Тумачење
Врховна правда. Нема миљеника, нема поштеђених и привилегованих. Ко се родио мора и умријети.